# Acido densipolico
L'acido densipolico è un acido grasso lineare composto da 18 atomi di carbonio, con 2 doppi legami in posizione 9=10 e 15=16 e un ossidrile -OH in posizione 12. Anche se non ha rilevanza nutrizionale, l'acido densipolico è un acido omega-3.
Fu isolato per la prima volta dall'olio di semi della pianta di Lesquerella densipila, da cui ha preso il nome, che ne conteneva tra il 33,7 e il 50% da C.R. Smith e colleghi nel 1962.
Tipicamente si trova assieme ad altri acidi grassi idrossilati (acido lesquerolico, auricolico, ricinoleico ecc. ) nell'olio di semi di altre specie Lesquerella (lescurii, perforata, stonensis , lyrata, ecc. ) e alcune specie Physaria della famiglia Brassicaceae.
I percorsi di biosintesi degli acidi grassi idrossilati nelle piante non sono stati completamente chiariti.Esistono prove biochimiche che una desaturasi n-3, negli acidi con 18 atomi di carbonio una Δ15 desaturasi, sia in grado di convertire l'acido ricinoleico in acido densipolico.
Negli oli di semi con alta concentrazione di acidi grassi idrossilati c'è la possibilità si formino gliceridi atipici, come trigliceridi che contengono più di 3 gruppi acilici.